# The Laramie Project
The Laramie Project es una película dramática del año 2002, escrita y dirigida por Moisés Kaufman. Basada en la obra de teatro del mismo nombre, la película cuenta la historia del asesinato de Matthew Shepard en Laramie, Wyoming, en 1998. Fue estrenada en el Festival de Cine de Sundance del año 2002 y emitida por primera vez en marzo de 2002 por la cadena de televisión HBO.

## Reparto
- Dylan Baker como Rulon Stacey.
- Steve Buscemi como Doc O'Conner.
- Jeremy Davies como Jedadiah Schultz.
- Peter Fonda como el doctor Cantway.
- Janeane Garofalo como Catherine Connolly.
- Joshua Jackson como Matt Galloway.
- Laura Linney como Sherry Johnson.
- Christina Ricci como Romaine Patterson.
- Clea DuVall como Amanda Gronich.
- Nestor Carbonell como Moises Kaufman.
- Camryn Manheim como Rebecca Hillicker.
- Frances Sternhagen como Marge Murray.
- Michael Emerson como el reverendo.
- Margo Martindale como Trish Steger.
- Lois Smith como Lucy Thompson.
- Leslie Henson como la pareja de Catherine Connolly.
- Amy Madigan como Reggie Fluty.
- Clancy Brown como Rob Debree.
- Tom Bower como el padre Roger Schmit.
- Summer Phoenix como Jen Malmskog.
- Bill Irwin como Harry Woods.
- James Murtaugh como el reverendo Fred Phelps.
- Richard Riehle como Henderson Judge.
- Terry Kinney como Dennis Shepard.
- Kathleen Chalfant como ranchera anónima.